# 88e régiment d'infanterie (2e régiment d'infanterie nassauvien)
Pour les articles homonymes, voir 88e régiment.
Le 88e régiment d'infanterie (2e régiment d'infanterie nassauvien) est une unité d'infanterie de l'armée prussienne.

## Histoire

### Armée nassauvienne (jusqu'en 1866)
Dans l'armée nassauvienne (de), l'unité porte le nom de 2e régiment d'Infanterie. Le 13 août 1808, le souhait de Napoléon d'avoir plus de soldats a conduit à la formation du régiment à partir du 2e bataillon de Nassau (bataillon de chasseurs) et du 3e bataillon de Nassau (bataillon de chasseurs légers). Chaque bataillon est ensuite composé d'une compagnie de grenadiers, de quatre compagnies de fusiliers et d'une compagnie de voltigeurs. Les insignes de grade et l'instruction sont basés sur le règlement autrichien. En 1809, les règlements et les insignes de grade français sont introduits.

#### Commandants

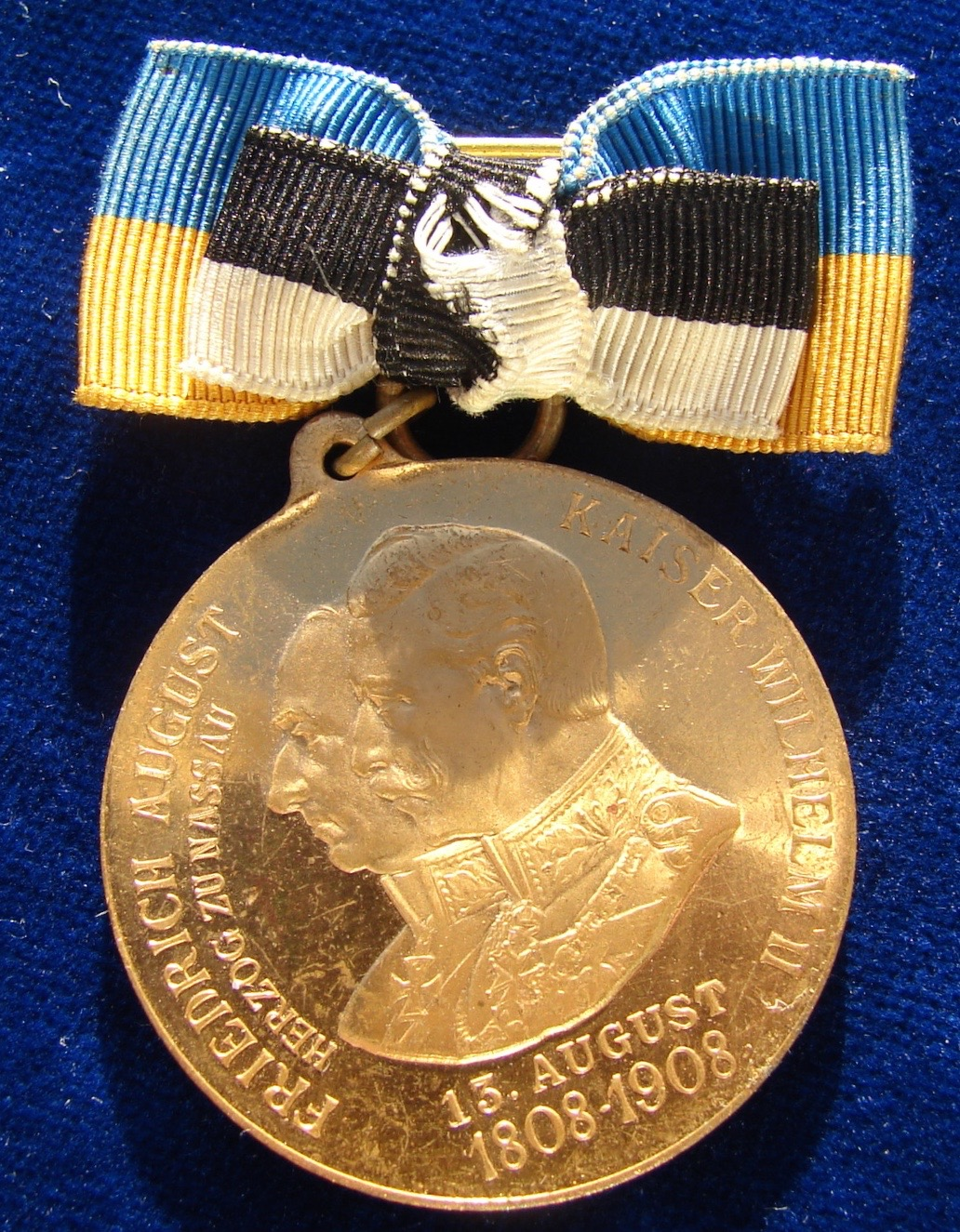
Médaille du centenaire du 88e régiment d'infanterie le 13 août 1908 (avers).
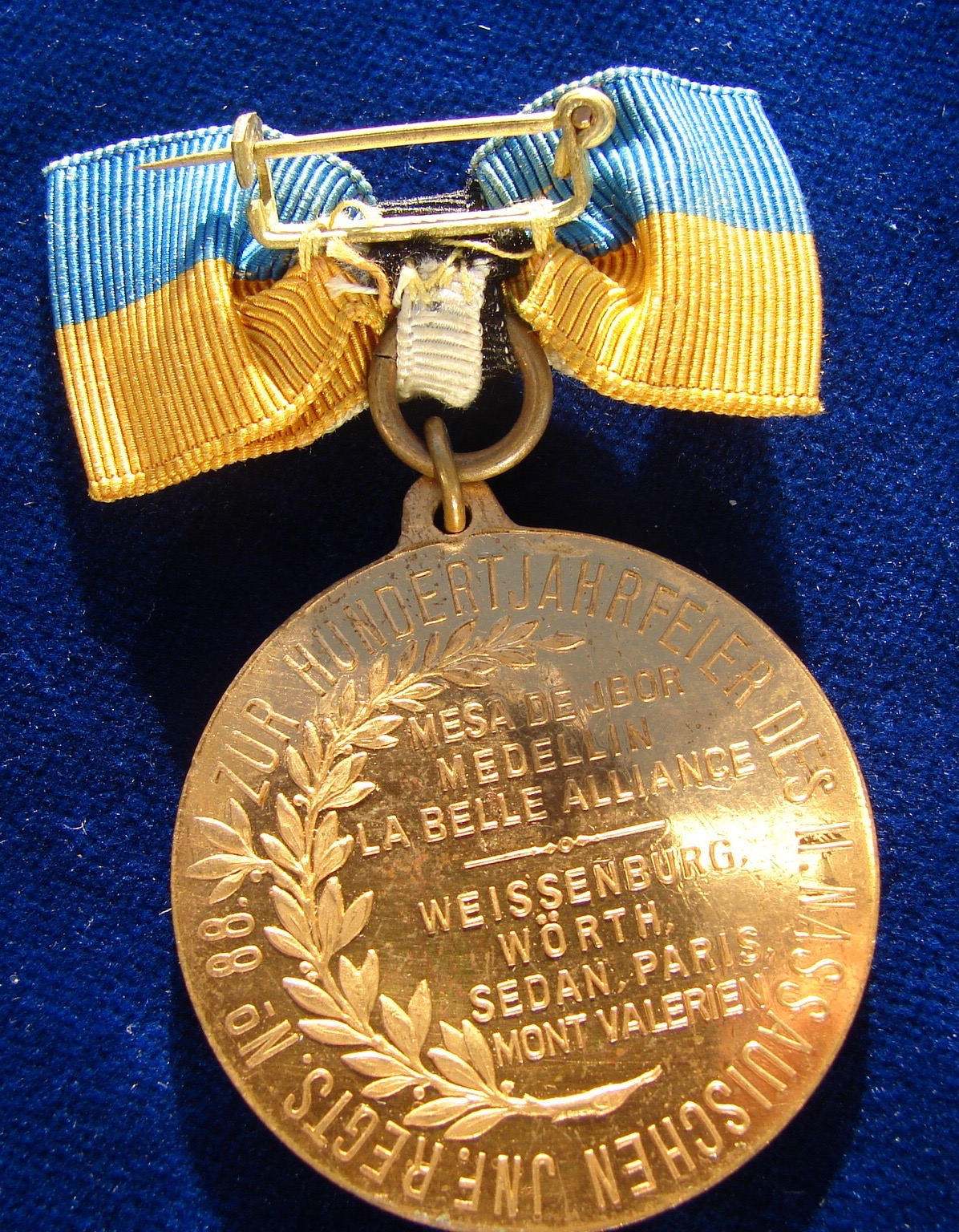
Revers de la médaille avec lieux de déploiements importants : Mesas de Ibor Medellin Waterloo - Wissembourg, Frœschwiller-Wœrth, Sedan, Paris, Mont Valérien.

| 1808 Colonel August von Kruse (de) 1814 Wilhelm von Goedecke 1817 Ferdinand von Hagen 1830 Adolf von Nauendorff 1840 Nicolas Alefeld | 1848 Georg Gerau 1848 Friedrich von Reichenau 1855 Friedrich Weiz 1861 à 1864 Bruno Neidhardt von Gneisenau 1865 Friedrich von Arnoldi (de) |

#### Déploiements
- 1808/13 : création par August von Kruse (de), guerres napoléoniennes dans la péninsule ibérique. Il convient de mentionner la prise d'assaut du plateau à Mesas de Ibor le 13 août 1808, participation à la bataille de Medellín le 28 mars 1809, ainsi que la participation à la bataille de Talavera les 27 et 28 juillet 1809. Après le départ de Nassau de la confédération du Rhin, le régiment continue le 10 décembre 1813 avec les Britanniques. Lors du transport consécutif du régiment vers les Pays-Bas, deux des navires coulent sur le Haaksbank au large de l'île de Texel[2].
- 1815 : au service de la Hollande - défense du château d'Hougoumont près de Waterloo.
- 1848/49 : impliqué dans la répression de la révolution badoise à Oberbaden.
- 1849 : utilisé contre les Danois dans la première guerre de Schleswig.
- 1866 : dans la guerre austro-prussienne, le régiment combat dans la campagne du Main aux côtés des armées du sud-allemandes et de l'Autriche contre la Prusse.

### Armée prussienne (à partir de 1866)
Après l'annexion de Nassau (de) par la Prusse, l'armée de Nassau est dissoute et le personnel restant est intégré à l'armée prussienne le 30 octobre 1866 en tant que 88e régiment d'infanterie.

### Garnisons
- 1866 Luxembourg
- 1867 Fulda, Hersfeld
- 1871 Forteresse de Mayence
- 1894–97 Diez

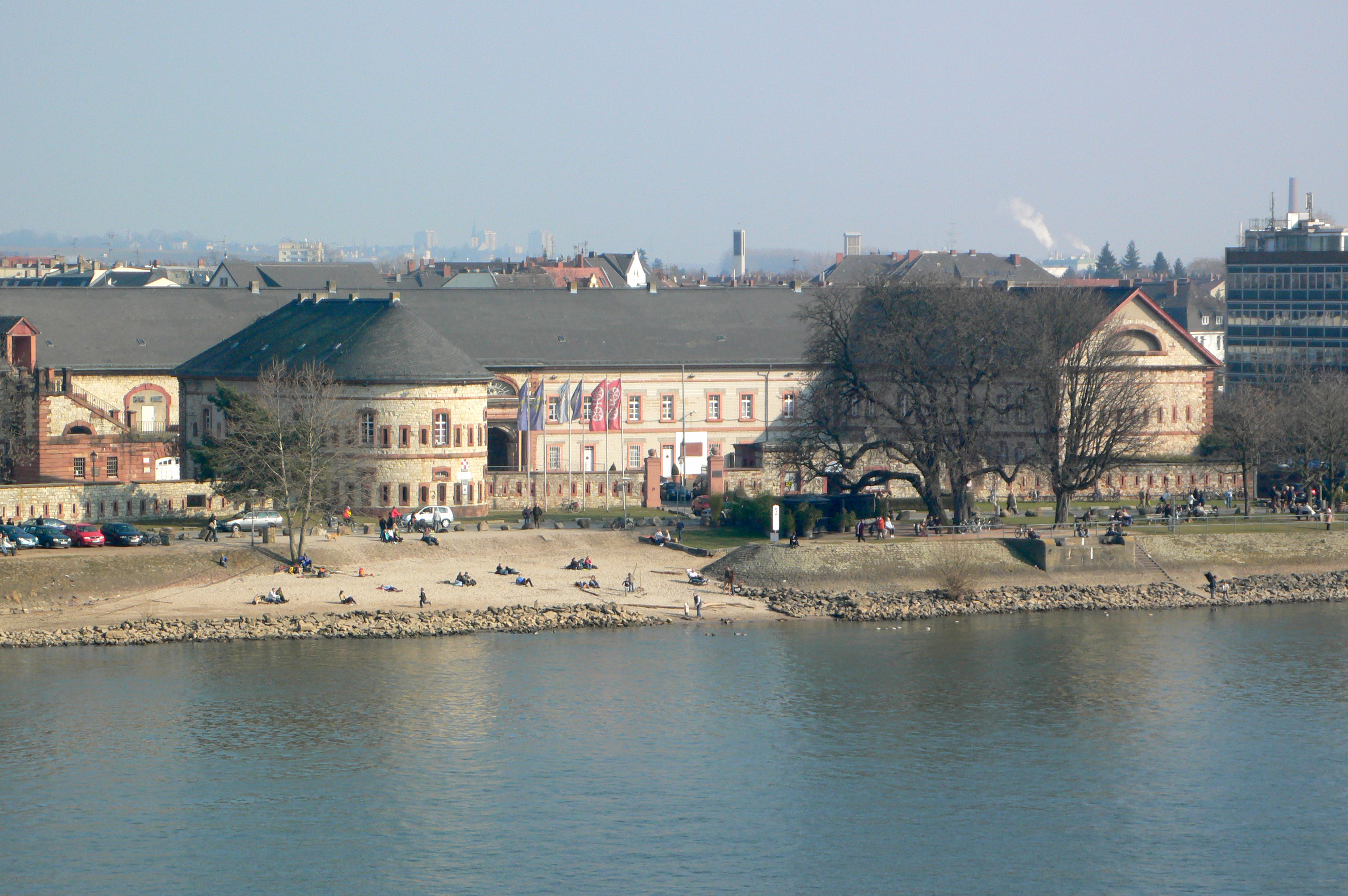
Le réduit à Mayence-Cassel où le régiment était basé.

- 1914 Mayence dans la caserne d'Elisabethen, Mainz-Oberstadt rue “An der Goldgrube”, Hanau (2e bataillon) dans la caserne d'infanterie de Paradeplatz

#### Guerre franco-prussienne
Pendant la guerre franco-prussienne de 1870/71, le régiment participe aux batailles de Wissembourg (4 août), Frœschwiller-Wœrth - Conquête de la première mitrailleuse (6 août), Sedan (1er septembre), Buzenval (19 janvier 1871) et le siège de Paris (22 septembre 1870 au 28 janvier 1871).

#### Première Guerre mondiale
Pendant la Première Guerre mondiale, le régiment est utilisé en 1914 à la bataille de la Marne. En 1915, il est déplacé le front oriental galicien, revient sur le front occidental en 1916 et y participe jusqu'à la fin de la guerre dont des participations aux batailles de Verdun et de la Somme.

### Après-guerre
Après l'armistice de Compiègne, le régiment rentre dans son pays, où il est démobilisé du 26 au 31 décembre 1918 à Bad Orb et enfin dissous le 30 avril 1919.
La tradition est reprise dans la Reichswehr par décret du chef du commandement général de l'armée de l'infanterie Hans von Seeckt, en date du 24 août 1921, par la 15e compagnie du 15e régiment d'infanterie à Cassel.

### Chefs du régiment

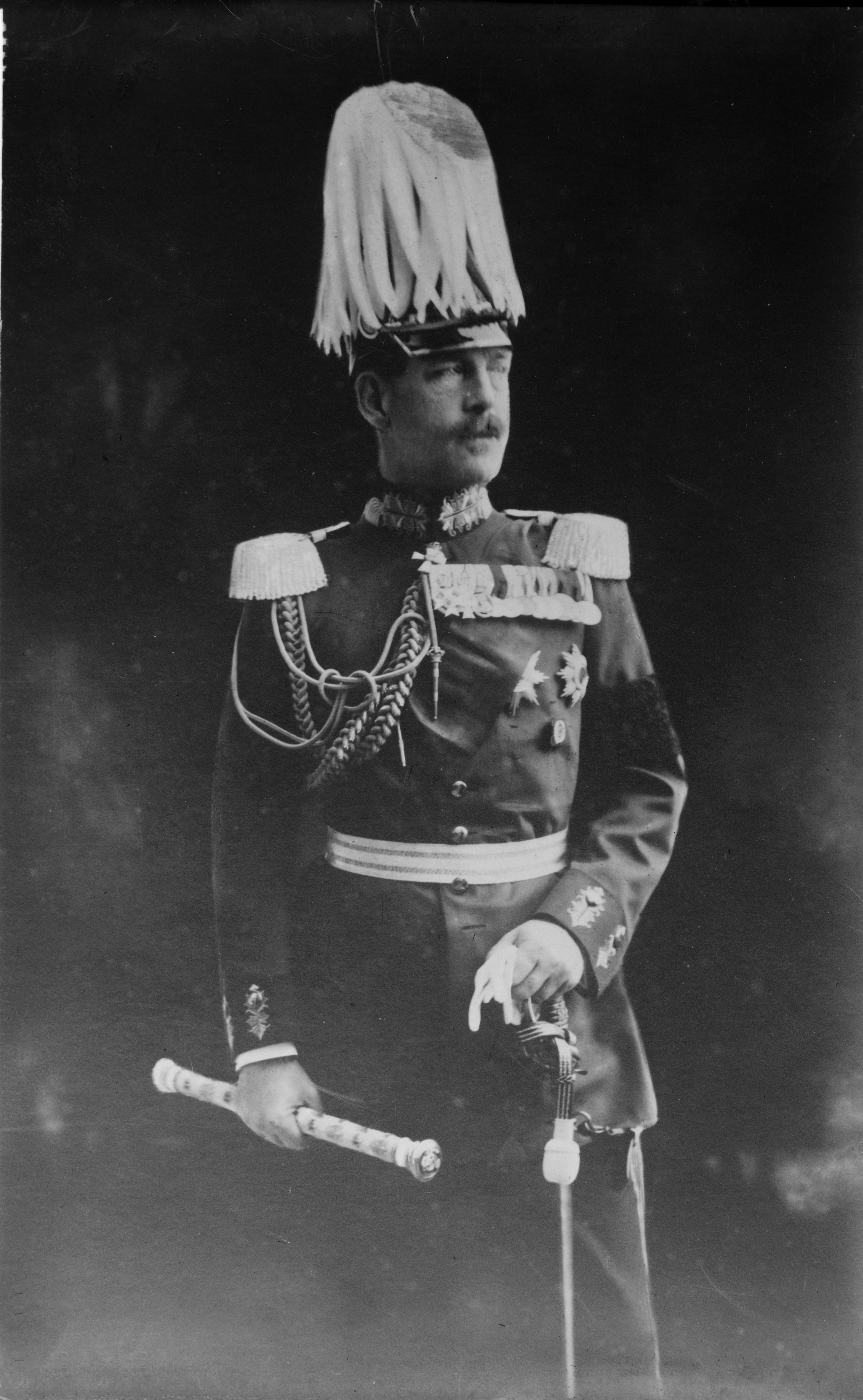
Constantin Ier de Grèce en uniforme de maréchal prussien (1913)

Premier et unique chef du régiment depuis le 6 septembre 1913, le roi grec Constantin Ier.

### Commandants
| Grade                 | Nom                     | Date                                                        |
| --------------------- | ----------------------- | ----------------------------------------------------------- |
| Oberstleutnant/Oberst | Oskar von Karger (de)   | 30 octobre 1866 au 9 mars 1870                              |
| Oberst                | Richard Köhn von Jaski  | 10 mars au 6 août 1870                                      |
| Oberstleutnant        | Leopold Preuß           | 10 août 1870 au 11 juillet 1873                             |
| Oberstleutnant/Oberst | Hugo von Below (de)     | 12 juillet 1873 au 13 février 1874 (chargé de la direction) |
| Oberst                | Hugo von Below          | 14 février 1874 au 30 septembre 1876                        |
| Oberst                | Karl von Bötticher (de) | 1er octobre 1876 au 1er novembre 1882                       |
| Oberst                | Alexander von Hornhardt | 2 novembre 1882 au 3 février 1888                           |
| Oberst                | Albert von Zingler (de) | 4 février 1887 au 12 novembre 1888                          |
| Oberstleutnant        | Georg von Bosse         | 13 novembre au 12 décembre 1888 (chargé de la direction)    |
| Oberst                | Georg von Bosse         | 13 décembre 1888 au 23 mars 1890                            |
| Oberst                | Jacob Meckel            | 24 mars 1890 au 16 mai 1892                                 |
| Oberst                | Anton Volk              | 17 mai 1892 au 17 juin 1895                                 |
| Oberst                | Hans von Bonin          | 18 juin 1895 au 26 janvier 1899                             |
| Oberst                | Alfred von François     | 27 janvier 1899 au 21 avril 1902                            |
| Oberst                | August Mathy            | 22 avril 1902 au 9 avril 1906                               |
| Oberst                | Roderich von Dewitz     | 10 avril 1906 au 21 mars 1910                               |
| Oberst                | Karl Brosius (de)       | 22 mars 1910 au 4 mars 1913                                 |
| Oberst                | Hermann von Bassewitz   | 5 mars 1913 au 1er août 1914                                |
| Oberstleutnant        | Harry Puder             | 2 août au 19 octobre 1914                                   |
| Oberstleutnant        | Karl Brentano           | 20 octobre 1914 au 17 février 1915                          |
| Oberst                | Walter Rogge            | 18 février 1915 au 7 octobre 1918                           |
| Oberstleutnant        | Guischard               | 8 octobre 1918 au 1919                                      |

### Affectations
Par la loi sur l'élargissement de l'armée du 28 janvier 1896, 33 nouveaux régiments d'infanterie sont levés. Ceux-ci doivent être constitués à partir des 4e bataillons des anciens régiments. Les nouveaux régiments sont d'abord constitués en deux bataillons. Un bataillon du 166e régiment d'infanterie est constitué entre autres à partir du 4e bataillon du 88e régiment d'infanterie.
Pour la mise en place d'autres formations, le régiment a dû remettre.
- le 1er avril 1881 - la 3e compagnie au 97e régiment d'infanterie
- le 1er octobre 1887 - la 10e compagnie au 145e régiment d'infanterie
- le 1er octobre 1912 - la 9e compagnie au 172e régiment d'infanterie

## Monuments

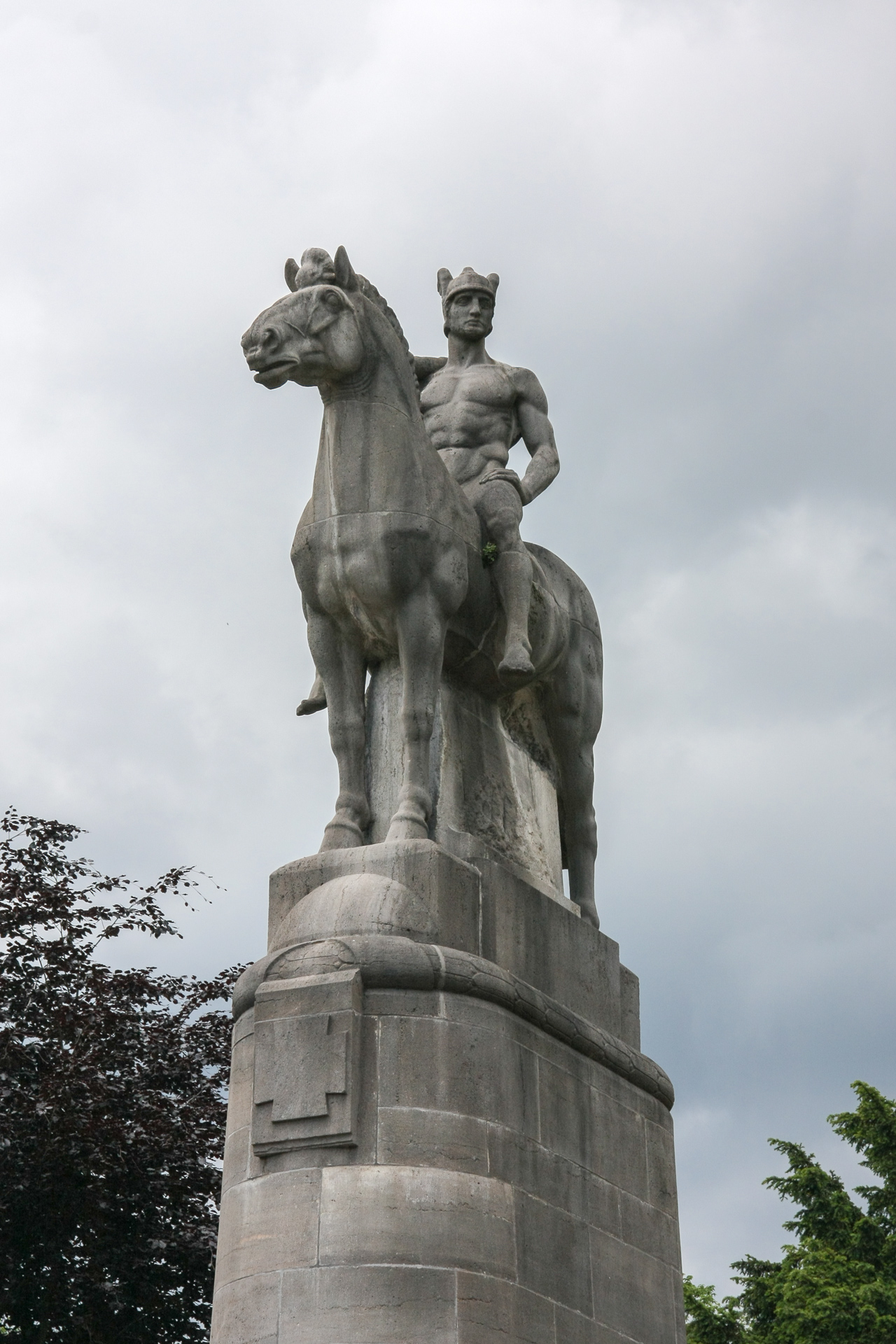
Mémorial de guerre au Nerotalanlagen de Wiesbaden

Dans la zone commémorative de Mayence "Grüngürtel-Promenade Römerwall/Drususwall", un mémorial sous la forme d'un simple bloc de grès rouge est érigé pour le "88" en face de l'hôpital Vinzenz (Kleine Windmühlenstraße). Au-dessus de l'inscription, un "K" surmonté d'une couronne entre les années 1808 et 1919 fait référence à l'histoire du régiment et du commandant du régiment, le roi Constantin Ier de Grèce.
Un mémorial de guerre dans le Nerotalanlagen (de) de Wiesbaden commémore les soldats des 87e et 88e régiments d'infanterie morts pendant la guerre franco-prussienne de 1870/71 et appelle à la paix. 24 officiers, 35 sous-officiers et 364 soldats de Hesse-Nassau sont morts pendant cette guerre. Le monument, conçu par l'architecte berlinois Karl Krause et le sculpteur Franz Prietel, est inauguré en mai 1909,.